# Phosphuranylit
Phosphuranylit ist ein eher selten vorkommendes Mineral aus der Mineralklasse der „Phosphate, Arsenate und Vanadate“. Es kristallisiert im orthorhombischen Kristallsystem mit der chemischen Zusammensetzung KCa(H3O)3(UO2)7(PO4)4O4·8H2O und ist damit chemisch gesehen ein wasserhaltiges Kalium-Calcium-Uranyl-Phosphat.
Das Mineral entwickelt tafelige und langgestreckte Kristalle bis etwa zwei Millimeter Durchmesser, die meist zu dünnen tafeligen Mineral-Aggregaten und krustigen Überzügen verbunden sind. Die durchscheinenden Kristalle sind von goldgelber, auch dunkel- bis zitronengelber Farbe bei hellgelber Strichfarbe und weisen auf den Oberflächen einen wachsartigen, auch seidigen Glanz auf.

## Etymologie und Geschichte
Erstmals beschrieben wurde Phosphuranylit im Jahre 1879 vom deutsch-amerikanischen Chemiker und Mineralogen Friedrich August Genth.
Seine Proben stammten vom Fundort Flat Rock im Mitchell County (North Carolina, Vereinigte Staaten); er benannte das Mineral nach den Elementen Phosphor und (Uranyl) Uran in der chemischen Zusammensetzung.
Typmaterial des Minerals wird in der Pennsylvania State University und der Yale University unter der Katalognummer 3249–3251 aufbewahrt.

## Klassifikation
In der veralteten 8. Auflage der Mineralsystematik nach Strunz gehörte der Phosphuranylit zur Mineralklasse der „Phosphate, Arsenate, Vanadate“ und dort zur Abteilung „Wasserhaltige Phosphate, Arsenate und Vanadate mit fremden Anionen“, wo er gemeinsam mit Arsenuranylit, Bergenit und Dewindtit in der „Phosphuranylit-Reihe“ mit der Systemnummer VII/D.21 steht.
In der zuletzt 2018 überarbeiteten Lapis-Systematik nach Stefan Weiß, die formal auf der alten Systematik von Karl Hugo Strunz in der 8. Auflage basiert, erhielt das Mineral die System- und Mineralnummer VII/E.07-030. Dies entspricht der Klasse der „Phosphate, Arsenate und Vanadate“ und dort der Abteilung „Uranyl-Phosphate/Arsenate und Uranyl-Vanadate mit [UO2]2+–[PO4]/[AsO4]3− und [UO2]2+–[V2O8]6−, mit isotypen Vanadaten (Sincositreihe)“, wo Phosphuranylit zusammen mit Althupit, Arsenovanmeersscheit, Arsenuranylit, Bergenit, Dewindtit, Dumontit, Françoisit-(Ce), Françoisit-(Nd), Hügelit, Kamitugait, Kivuit, Metavanmeersscheit, Mundit, Nielsbohrit, Phuralumit, Phurcalit, Renardit, Vanmeersscheit und Yingjiangit eine unbenannte Gruppe mit der Systemnummer VII/E.07 bildet.
Die von der International Mineralogical Association (IMA) zuletzt 2009 aktualisierte 9. Auflage der Strunz’schen Mineralsystematik ordnet den Phosphuranylit in die Klasse der „Phosphate, Arsenate und Vanadate“ und dort in die Abteilung „Uranylphosphate und Arsenate“ ein. Hier ist das Mineral in der Unterabteilung „UO2 : RO4 = 3 : 2“ zu finden, wo es zusammen mit Arsenuranylit, Dewindtit, Renardit und Yingjiangit die „Phosphuranylit-Phurcalit-Gruppe“ mit der Systemnummer 8.EC.10 bildet.
In der vorwiegend im englischen Sprachraum gebräuchlichen Systematik der Minerale nach Dana hat Phosphuranylit die System- und Mineralnummer 42.04.08.01. Das entspricht der Klasse der „Phosphate, Arsenate und Vanadate“ und dort der Abteilung „Wasserhaltige Phosphate etc., mit Hydroxyl oder Halogen“. Hier findet er sich innerhalb der Unterabteilung „Wasserhaltige Phosphate etc., mit Hydroxyl oder Halogen mit (AB)5(XO4)2Zq × x(H2O)“ als einziges Mitglied in einer unbenannten Gruppe mit der Systemnummer 42.04.08.

## Kristallstruktur
Phosphuranylit kristallisiert orthorhombisch in der Raumgruppe Cmcm (Raumgruppen-Nr. 63) mit den Gitterparametern a = 15,78 Å; b = 13,70 Å , c = 17,25 Å und β = 90° sowie 4 Formeleinheiten pro Elementarzelle.

## Eigenschaften
Durch seinen Urangehalt von bis zu 63,67 % ist das Mineral radioaktiv. Unter Berücksichtigung der natürlichen Zerfallsreihen bzw. vorhandener Zerfallsprodukte wird die spezifische Aktivität mit 114,078 kBq/g angegeben (zum Vergleich: natürliches Kalium 0,0312 kBq/g). Der zitierte Wert kann je nach Mineralgehalt und Zusammensetzung der Stufen deutlich abweichen, auch selektive An- oder Abreicherungen der radioaktiven Zerfallsprodukte sind möglich und ändern die Aktivität. Fluoreszenz tritt unter UV-Licht nicht auf, an einigen Proben nur durch Begleitminerale wie Autunit.

## Bildung und Fundorte
Phosphuranylit entsteht als Sekundärmineral in der Oxidationszone von Uran-Lagerstätten.
Begleitminerale sind unter anderem Autunit, Uranophan, Becquerelit, Curit, Parsonsit, Torbernit, Saléeit, Sabugalit und Haiweeit.
Neben seiner Typlokalität Buchanan Mine, North Carolina, fand man das Mineral in den USA außerdem in der Ruggles Mine nahe Grafton, und in der Palermo #1 Mine nahe New Groton, New Hampshire; in Brasilien in Minas Gerais in den Pegmatiten von Enio und Córrego do Urucum, in Italien nahe Peveragno, Arcu su Linnarbu und Cagliari; in Frankreich in den Bergwerken La Crouzille und Margnac nahe Compreignac sowie bei Bois Noirs (Loire), außerdem bei Wölsendorf in Deutschland, Carrasca, Mangualde und Sabugal in Portugal, Shinkolobwe Mine (Katanga Provinz) und Kobokobo Pegmatit (Kivu Provinz) in der Demokratischen Republik Kongo; nahe Vatovory auf Madagaskar sowie der Saddle Ridge Mine (South Alligator Valley) in Australien.

## Vorsichtsmaßnahmen
Aufgrund der Toxizität und der starken Radioaktivität des Minerals sollten Mineralproben vom Phosphuranylit nur in staub- und strahlungsdichten Behältern, vor allem aber niemals in Wohn-, Schlaf- und Arbeitsräumen aufbewahrt werden. Ebenso sollte eine Aufnahme in den Körper (Inkorporation, Ingestion) auf jeden Fall verhindert und zur Sicherheit direkter Körperkontakt vermieden sowie beim Umgang mit dem Mineral Atemschutzmaske und Handschuhe getragen werden.